# Opferbeauftragter der Landesregierung Baden-Württemberg
Das Amt des Opferbeauftragten der Landesregierung Baden-Württemberg wurde im Jahr 2020 im Zuge der Erfahrungen aus dem Terroranschlag auf dem Berliner Breitscheidplatz am 19. Dezember 2016 als zentrale Anlaufstelle für Opfer und Angehörige von Terroranschlägen, Amokläufen und Großschadensereignissen geschaffen.

## Entstehungsgeschichte
Bei dem Anschlag auf den Berliner Weihnachtsmarkt am 19. Dezember 2016 steuerte ein islamistischer Terrorist einen Sattelzug in eine Menschenmenge, wodurch 13 Menschen getötet und zahlreiche Personen zum Teil schwer verletzt wurden. Als Reaktion auf diesen Terroranschlag wurde am 8. März 2017 der frühere Ministerpräsident von Rheinland-Pfalz, Kurt Beck, als Beauftragter der Bundesregierung für die Opfer und Hinterbliebenen des Terroranschlags am Breitscheidplatz eingesetzt.
Sein Abschlussbericht, in dem seine Erfahrungen festgehalten und Empfehlungen für die Zukunft aufgeführt wurden, enthielt die Forderung, auf Bundes- und Landesebene zentrale Anlaufstellen für die Opfer eines Terroranschlags und deren Angehörige zu schaffen, die im Falle eines Anschlags zusammenarbeiten sollen.
Diese Empfehlung wurde in Baden-Württemberg mit Beschluss der Landesregierung vom 30. Juni 2020 umgesetzt und eine zentrale Anlaufstelle für Opfer von Terroranschlägen, Amokläufen und Großschadensereignissen eingerichtet.

## Aufgaben
Zentrale Aufgabe ist die Betreuung und Beratung der Opfer, Angehörigen und Betroffenen von Terroranschlägen, Amokläufen und Großschadensereignissen (Ereignisfälle) sowie deren Vermittlung in Hilfsangebote. Grundlage für die Arbeit ist das am 14. Dezember 2021 vom Ministerrat des Landes Baden-Württemberg gebilligte Gemeinsame Handlungskonzept zur Betroffenenbetreuung. In einem Ereignisfall ruft der Opferbeauftragte umgehend die Koordinierungsgruppe Opferhilfe ein, deren Ziel es ist, alle relevanten Akteure zu beteiligen und die vorhandenen Ressourcen und Möglichkeiten der Opferhilfe zu koordinieren und punktuell zu verstärken, um Betroffenen schnelle, unbürokratische und effektive Hilfsangebote unterbreiten zu können. Betroffene können sich ohne zeitliche Begrenzung, also auch Jahre nach einem Ereignis, an den Opferbeauftragten und seine Geschäftsstelle wenden.
Daneben unterstützt der Opferbeauftragte als Lotse Opfer allgemeiner Straftaten durch individuelle Vermittlung in bestehende Hilfsangebote.
Zudem ist der Opferbeauftragte Ansprechpartner und Koordinierungsstelle für die zahlreichen Opferhilfeeinrichtungen des Landes-Baden Württemberg, um das Opferhilfeangebot im Land so weit als möglich zu vernetzen und das Angebot für Betroffene noch weiter zu optimieren. In diesem Zusammenhang wurde am 16. Oktober 2023 in Stuttgart der achte Tag des Landesweiten Opferschutzes erstmals vom Opferbeauftragten und seiner Geschäftsstelle ausgerichtet.

## Organisation
Der Opferbeauftragte der Landesregierung ist ehrenamtlich tätig. Unterstützt wird er bei seinen Aufgaben von einer Geschäftsstelle, die organisatorisch im Ministerium der Justiz und für Migration Baden-Württemberg angesiedelt ist. Die Geschäftsstelle besteht aus zwei Juristen, zwei Psychologischen Psychotherapeutinnen, einer Sachbearbeiterin und einer Assistentin und vereint somit juristische, psychologisch-psychotherapeutische und organisatorische Expertise.

## Amtsinhaber
Aktueller Amtsinhaber ist der Leitende Oberstaatsanwalt a. D. Alexander Schwarz, der am 21. Juli 2021 ernannt wurde.
Er folgte auf den ersten Opferbeauftragten der Landesregierung, den Generalstaatsanwalt a. D. Dr. Uwe Schlosser, der das Amt vom 1. Juli 2020 bis zum Ende der 16. Legislaturperiode im Mai 2021 ausübte.

## Wirken
Im Bereich der Betreuung und Beratung der Opfer, Angehörigen und Betroffenen von Terroranschlägen, Amokläufen und Großschadensereignissen wurde der Opferbeauftragte der Landesregierung im Zuge des Amoklaufs am 24. Januar 2022 an der Universität Heidelberg, der tödlichen Attacke eines 15-Jährigen auf seinen Mitschüler an einer Schule in Offenburg am 9. November 2023 sowie dem Messerangriff in Mannheim am 31. Mai 2024 tätig.